# 극장판 또봇: 로봇군단의 습격
《극장판 또봇: 로봇군단의 습격》은 2017년 4월 27일 개봉한 변신자동차 또봇의 첫 극장판 영화이다.

## 시놉시스
제주도로 여행을 떠난 차도운과 차하나, 차두리. 즐거운 시간도 잠시, 일을 하겠다며 떠난 아빠에게 서운함을 느낀다. 한편, 제주도는 정체불명의 로봇 군단에게 습격을 받고, 이를 구하고자 나선 또봇과 친구들은 악당 로봇이 되어 공격해오는 아빠와 마주하게 되는데…! 인간을 로봇으로 만들려는 악당의 음모에 맞서 아빠를 구하라!

## 등장 인물
- 차하나
- 차두리
- 권세모
- 국수호
- 차도운
- 권리모
- 국종민
- 노교수
- 쪼꼬봇

## 등장 또봇
- 또봇 X
- 또봇 Y
- 또봇 Z
- 또봇 태권K
- 또봇 트라이탄

## 악역
- 설모리
- 육박사(육웅재)
- 기팀장(기지훈)
- 옥팀장(옥디룩)
- MM 레이버
- MM 솔져
- M보스